# Tecmo Super Baseball
Tecmo Super Baseball est un jeu vidéo de baseball sorti en 1994 et fonctionne sur Mega Drive et Super Nintendo. Le jeu a été développé puis édité par Tecmo.